# Casa Surp
Casa Surp és una casa de la Guingueta d'Àneu (Pallars Sobirà) inclosa a l'Inventari del Patrimoni Arquitectònic de Catalunya.

## Descripció
Gran conjunt construït sobre un morro rocós entre el torrent i la plaça del poble, en la qual s'obre el gran portal que dona accés a un pati central al voltant del qual es troben les diferents dependències: al nord i a l'oest pallisses i estables i al sud i a l'est la part destinada a habitatge, formada per un gran cos rectangular de tres pisos, cobert per un llosat de pissarra a quatre aigües, en el qual sobresurt una enorme xemeneia. A les façanes assolellades s'obren nombroses finestres i balcons. A l'oest es troba adossat un petit cos amb coberta a dues vessants. A la part d'habitatge, els murs són arrebossats i la resta són de pedra vista, sense desbastar.